# Røros
Røros è un comune norvegese della contea di Trøndelag, situata all'interno del distretto del Gauldalen.
Le origini della città risalgono all'anno 1530 quando fu costruita sul terreno della fattoria Røraas, dalla quale ha ripreso il nome.
Dal 1980 la città è stata inserita tra i patrimoni dell'umanità dell'UNESCO.
La città di Røros è stata resa famosa anche dalle opere del pittore neo-romantico Harald Sohlberg.

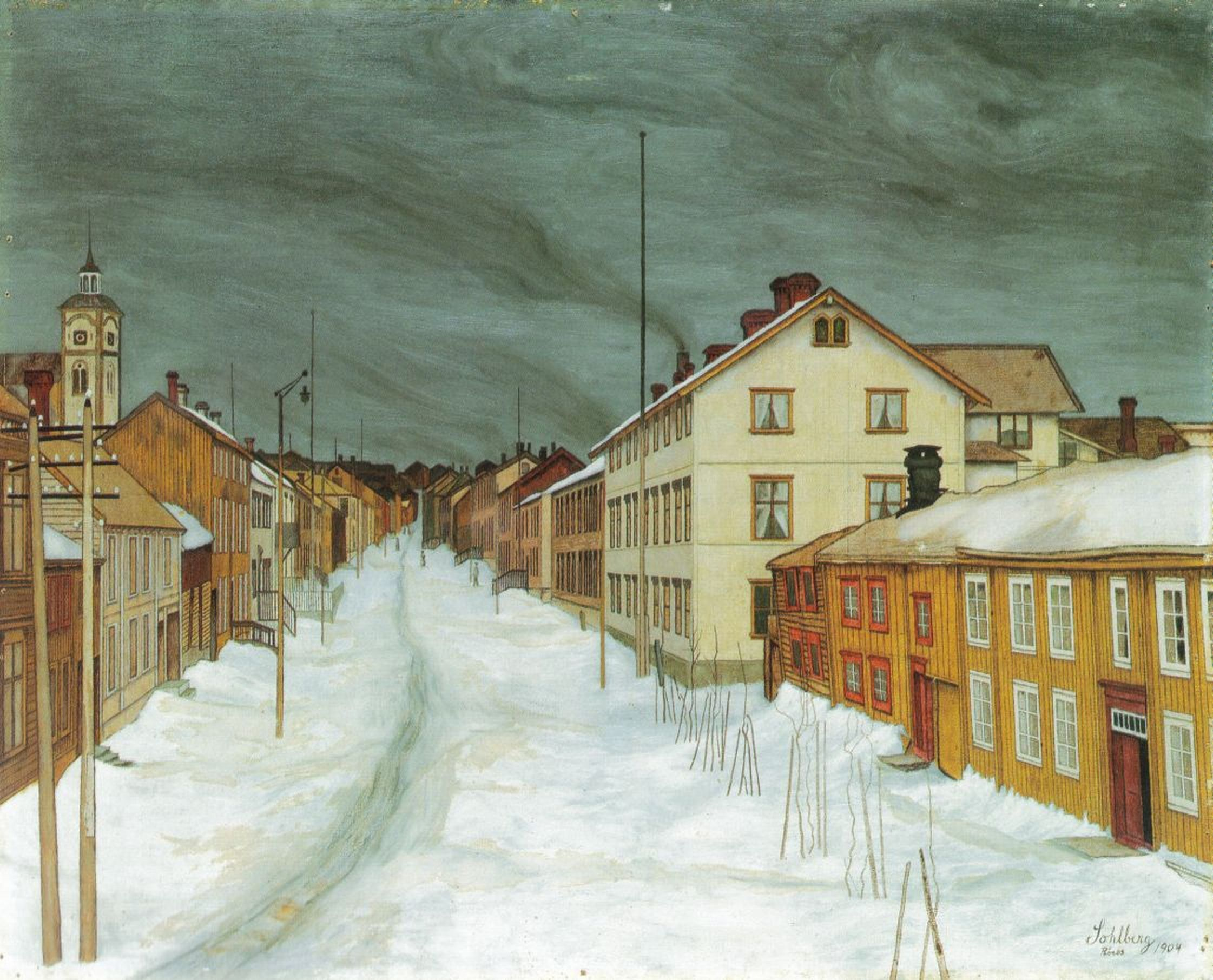
Dipinto di Harald Sohlberg rappresentante una strada della città di Røros

Il principale evento cittadino è il Mercato di Røros ("Rørosmartnan"), istituito nel 1644 si tiene dal penultimo martedì di febbraio al venerdì successivo e richiama una media di oltre 60.000 turisti ogni anno.
In città sono state girate alcune puntate invernali della serie su Pippi Calzelunghe.